# Legenden om Darren Shan
Legenden om Darren Shan är en ungdomsbokserie som handlar om vampyrer, skriven av den engelske författaren Darren Shan.
Serien omfattar tolv böcker och har utkommit i cirka 40 länder på 30 språk. Den första boken Skräckens cirkus kom ut år 2000 och väckte stor uppmärksamhet, speciellt då filmrättigheterna köptes av Universal Pictures. En första film av fyra planerade hade premiär den 23 oktober 2009. Men den blev ingen stor succé och föll inte bokseriens läsare i smaken, så ingen fortsättning är planerad.
Böckerna finns som japansk mangaserie på både engelska och japanska.

## Handling
Darren Shan är en vanlig pojke i tolvårsåldern när han plötsligt tillsammans med sin bästa kompis Steve Leonard får sitt öde beseglat genom att gå på en omkringflyttande cirkus. Cirqus du freak, det är ingen vanlig cirkus och istället för hästar, clowner och akrobater fylls programmet med missfoster. Med allt från varulvsmänniskor till ormpojkar sitter alla i publiken, speciellt Darren, helt förtrollade.
Men så kommer plötsligt Larten Crepsley, en månghundraårig vampyr med en giftspindel lika farlig som hundra ormar. Darren, som är helt galen i spindlar, stjäl plötsligt spindeln och det ena leder till det andra. När Steve blir biten av spindeln tvingas Darren gå med på ett ultimatum, antingen dör Steve eller så får han ett motgift och Darren tvingas bli en vampyr.

## Böckerna
Bokserien består av fyra trilogier som hör samman men varje trilogi har ett eget ark. 
1. Skräckens cirkus (2000, svensk översättning 2006)
2. Vampyrens medhjälpare (2000, svensk översättning 2006)
3. Dödens tunnlar (2000, svensk översättning 2007)
4. Vampyrernas berg (2001, svensk översättning 2007)
5. Prövningarnas tid (2001, svensk översättning 2008)
6. Vampyrprinsen (2002, svensk översättning 2008)
7. Skymningsjägarna (2002, svensk översättning 2009)
8. Nattens bundsförvanter (2001, svensk översättning 2009)
9. Gryningsmördarna (2003, svensk översättning 2010)
10. Andarnas sjö (2003, svensk översättning 2010)
11. Skuggornas herre (2004, svensk översättning 2010)
12. Ödets söner (2005, svensk översättning 2011)

(De två första översatta av Erik Andersson, övriga av Jan Risheden.)